# Enercoop
Enercoop — французская энергетическая компания-кооператив, работающая только с возобновляемыми источниками энергии.

## История
Enercoop создавалась при поддержке Гринпис, Friends of the Earth и местных природоохранных организаций. Основанная в 2005 году компания некоторое время работала только с несколькими компаниями, но после либерализации энергетического рынка во Франции в 2007 году количество потребителей стало расти. К концу 2014 года у Enercoop насчитывалось 20 тысяч клиентов и отделения в Бретани, Шампань — Арденнах, Лангедоке, Па-де-Кале, Пикардии, Провансе и Роне. Большое значение оказала авария на атомной станции Фукусима — с 2009 по 2011 год количество клиентов Enercoop возросло с 3 тысяч до 10. Основатель компании Патрик Бем заявлял, что именно произошедшее в Японии изменило мнение многих людей и он неоднократно получал звонки в поддержку его начинаний.
Стоимость услуг Enercoop несколько выше, чем у конкурентов из-за более высокой стоимости производства, но по подсчётам, клиенты Enercoop ответственнее относятся к потреблению электроэнергии и потребляют на 10-15 % меньше. Компания надеется повторить успех бельгийского аналога Ecopower, цены которого являются наименьшими на местном рынке.
Позиционирует себя как организация социального предпринимательства.